# Revolució del 14 de juliol
La revolució del 14 de juliol, també coneguda com el cop d'estat a l'Iraq de 1958, va ser un cop d'estat militar que va tenir lloc el 14 de juliol de 1958 a l'Iraq i que es va saldar amb el derrocament del rei Faisal II i el derrocament del Regne de l'Iraq dirigit pels haiximites. La República de l'Iraq que es va establir després que es posés fi a la federació àrab de l'Iraq i Jordània que s'havia establert només sis mesos abans.
El Regne de l'Iraq havia estat un caldo de cultiu de nacionalisme àrab des de la Segona Guerra Mundial. El descontentament va créixer enmig del malestar econòmic i la desaprovació generalitzada de la influència occidental, exacerbada per la formació del Pacte de Bagdad en 1955, així com pel suport de Faisal a la invasió d'Egipte liderada pels britànics durant la crisi de Suez. La política del primer ministre Nuri al-Said era impopular, sobretot en les files militars. Els grups de l'oposició van començar a organitzar-se en secret, seguint el model del Moviment d'Oficials Lliures egipci que va enderrocar a la monarquia egípcia en 1952. El sentiment de panarabisme a l'Iraq es va veure reforçat per la creació de la República Àrab Unida el febrer de 1958 sota el lideratge de Gamal Abdel Nasser, ferm defensor de les causes antiimperialistes.
El juliol de 1958, unitats de l'Exèrcit de Terra iraquià van ser enviades a Jordània en suport del rei Hussein I. Un grup d'oficials lliures iraquians, dirigits pel brigadier Abd al-Karim Qasim i el coronel Abd al-Salam Aref, va aprofitar l'oportunitat i va marxar sobre Bagdad. El 14 de juliol, les forces revolucionàries van prendre el control de la capital i van proclamar una nova república, dirigida per un Consell Revolucionari. El rei Faisal i el príncep hereu Abd al-Ilah van ser executats en el palau reial, posant fi a la dinastia haiximita a l'Iraq. El primer ministre al-Said va intentar fugir, però va ser capturat i afusellat un dia després. Després del cop, Qasim va assumir el càrrec de primer ministre i ministre de Defensa, mentre que Aref va ser nomenat viceprimer ministre i ministre de l'Interior. A la fi de juliol es va adoptar una constitució provisional. El març de 1959, el nou govern iraquià s'havia retirat del Pacte de Bagdad i s'havia alineat amb la Unió Soviètica.